# 海利根施塔特
海利根施塔特（德语：Heiligenstadt，意为“圣城”）为维也纳第19区德布灵的10个社区之一
。1892年之前，曾经是一个独立的市镇。

## 历史

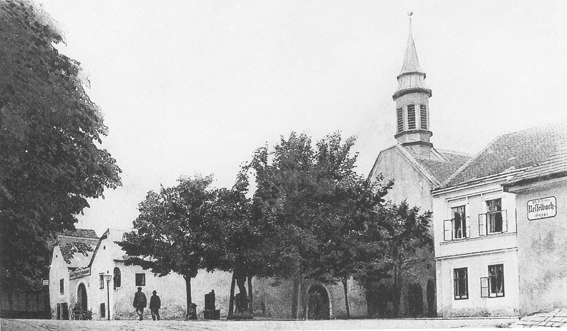
教堂

1683年维也纳之战期间，许多居民遭到屠杀，因此留下血街（Blutgasse）的地名。18世纪从废墟中复苏，得益于温泉的建设。每天访客多达300人。
1802年，贝多芬曾在此居住半年之久，面对他趋于严重的耳聋。在写给他的兄弟的信《海利根施塔特遗书》中，他提到了自杀的念头。但他从此返回时，恢复了活力，开始了新的时期。
19世纪下半叶，这里的温泉干涸，原址改建为公园。然而，小镇夏季良好天气的声誉，继续吸引维也纳的资产阶级来此定居。1851年，奥地利气象与地球动力学中央研究所在此成立。

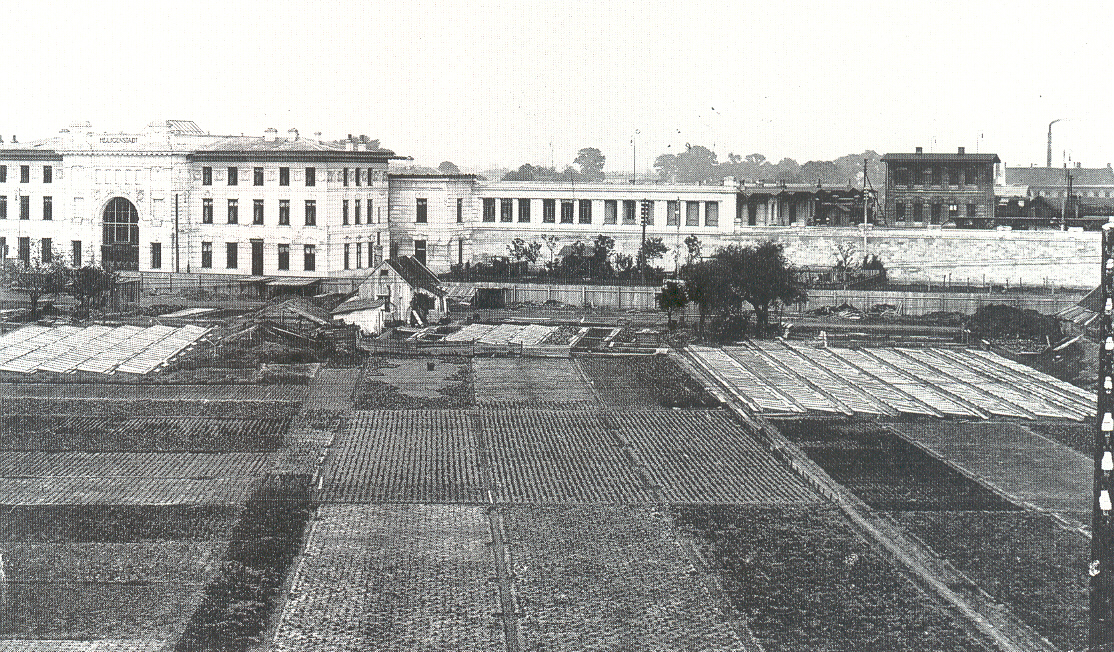
火车站

1892年，海利根施塔特并入维也纳。1898年，火车站开通。第一次世界大战后，社会民主党市政府采取建设经济适用住房政策，以改善工人阶级的悲惨生活条件。为此，建造了巨大的卡尔马克思大院。